# Casting Shadows
Casting Shadows è il settimo album in studio del duo synthpop tedesco Wolfsheim, pubblicato nel 2003.
Come tutti i loro album, Casting Shadows è in doppia lingua, con due tracce (Kein Zurück e Wundervoll) in tedesco, una strumentale (In Time), e tutte le restanti in inglese.

## Tracce
1. "Everyone Who Casts a Shadow"
2. "Care for You"
3. "I Won't Believe"
4. "Kein Zurück" (German; "No Going Back")
5. "And I..."
6. "Underneath the Veil"
7. "Find You're Gone"
8. "This Is for Love"
9. "Wundervoll" (German; "Wonderful")
10. "Approaching Lightspeed"
11. "In Time"